# Napothera
Napothera är ett fågelsläkte i familjen marktimalior inom ordningen tättingar. Det omfattar numera vanligen följande sex arter:
- Dvärgsmygtimalia (N. epilepidota)
- Assamskärtimalia (N. malacoptila)
- Sumatraskärtimalia (N. albostriata)
- Vitstrupig skärtimalia (N. pasquieri)
- Kachinskärtimalia (N. naungmungensis) – nyligen beskriven art, behandlas ofta som underart till danjoui
- Vietnamskärtimalia (N. danjoui)

Assam- och sumatraskärtimalian samt vitstrupig skärtimalia placerades tidigare i Rimator, medan vietnam- och kachinskärtimalian fördes till Jabouilleia. Efter genetiska studier har de dock förts till Napothera.
Även följande arter har placerats i släktet: 
- Svartstrupig smygtimalia (Turdinus atrigularis)
- Blåbrynad smygtimalia (Turdinus macrodactyla)
- Vattrad smygtimalia (Turdinus marmorata)
- Bergsmygtimalia (Gypsophila crassa)
- Kortstjärtad smygtimalia (Gypsophila brevicaudata)
- Klippsmygtimalia (Gpysophila crispifrons) – urskiljs numera i tre arter
- Rostbröstad smygtimalia (Gypsophila rufipectus)

Tidigare placerades även två ytterligare arter i Napothera som förs till släktet Robsonius (numera urskilda till tre) och placeras i familjen gräsfåglar. 